# Sundfors båtvarv
Sundfors båtvarv, från 1997 Oy Sundfors Vene Båtvarv Ab, var ett finländskt träbåtsvarv i Karleby, som grundades i början av 1960-talet av Selim Sundfors (1913–1990) och sonen Lage Sundfors (född 1949). Det ombildades till aktiebolag 1997 och upplöstes 2020. Det har sina rötter i båtbyggeri inom familjen Sundfors i generationer i Öja by söder om Karleby.
Vid företaget konstruerades 1999 den 6,13 meter långa dagsegelbåtstypen Nordwind 20, vilken fortfarande tillverkas. Konstruktören var Lage Sundfors.